# Németh Béla (történetíró)
Németh Béla (Gödreszentmárton, 1840. szeptember 20. – Pécs, 1904. október 15.) ügyvéd, történetíró.

## Életútja
Atyja kamarai számtartó volt. Középiskoláit Pécsett, a jogot Pozsonyban végezte. Mint ügyvéd Pécsett telepedett le. A pécsi «dalkoszorú» elnöke és a Mecsek Egyesület választmányi tagja (1894-1904) volt.
Már mint tanuló az ifjuság által 1857-ben Pécsett kiadott Tanodai Emlényfüzérbe nagyobb elbeszélő költeményt írt; ezután zenei és történelmi cikkei különféle lapokban jelentek meg. A Várady Ferenc által szerkesztett Baranya multja s jelene, Pécs, 1897. c. monográfiában a Baranya története c. 33 ívre terjedő munkát ő írta, mely különnyomatban is megjelent.

## Munkái
- Az orgonajáték gyakorlati tankönyve. Egyúttal vezérkönyv orgonatanítók részére. Pécs, 1889. (Ism. Néptan. Lapja, Egyetértés 1890. 46. sz.).
- Geschichte der Grossgemeinde Németh-Boly. Pécs, 1890.
- Történeti adatok Baranya multjából. Pécs, 1897. (Különnyomat).
- Szigetvár története. Pécs, 1903.
- A pécsi dominikanus ház története. Pécs, 1903.